# Cyrille Regis
Cyrille Regis, MBE (9 februar 1958 – 14 januar 2018) var en engelsk fodboldspiller, der spillede som angriber. Hans professionelle karriere spændte over 19 år, hvor han spillede 614 kampe og scorede 158 liga-mål, de fleste for West Bromwich Albion og Coventry City. Regis har også spillet fem kampe for det engelske landshold.

## Tidlige liv
Regis blev født den 9. februar 1958 i Maripasoula i Fransk Guyana som søn af Robert Regis, en arbejdsmand fra Saint Lucia, og Mathilde Regis, en syerske. Hans far flyttede til England i 1962, mens resten af familien, herunder Cyrille, fulgte efter et år senere. Cyrille voksede op i Harlesden, som ligger i bydelen Brent.
Efter at have forladt skolen blev Regis uddannet som elektriker, Han arbejdede som elektriker, indtil han blev professionel fodboldspiller. Han var fætter til atleten John Regis.

## Klubkarriere

### Ikke-ligaklubber
I sæsonen 1975-76 spillede Regis for Athenian League-klubben Molesey, for hvem han scorede 25 mål i sin eneste sæson for klubben. Derefter blev han kontaktet af Boreham Wood, men valgte i stedet  den 7. juli 1976 at skrive kontrakt med den semi-professionelle Hayes, der spillede i Isthmian League.
Regis blev spottet af West Bromwich Albion's talentspejder Ronnie Allen, der anbefalede sin klub at hyre ham. Da Albions ledere tøvede med at betale en fire-cifret sum for sådan en ung, uprøvet spiller, tilbød Allen at finansiere en indledende betaling fra hans egen lomme, så sikker var han på, at Regis ville gøre sig i de øverste lag af engelsk fodbold. Klubskiftet fandt sted i maj 1977 for en indledende sum på £5,000 plus yderligere £5,000 efter 20 kampe.

### West Bromwich Albion
Kort efter at han havde bragt Regis til Albion, tog Allen over som manager, efter at hans forgænger Johnny Giles trådte tilbage. Regis fik sin debut i en Liga Cup-kamp mod Rotherham United den 31. august 1977, hvor han scorede to gange i en 4-0 sejr. Tre dage senere fik Regis sin liga-debut i en 2-1-sejr over Middlesbrough. Igen scorede han ved at tage bolden fra midterlinjen til straffesparksfeltet og sende bolden i nettet med sin højre fod. Middlesbrough's David Mills, der senere blev Regis' holdkammerat hos Albion, beskrev det som "et mål af ren brillians".
Regis scorede også i sin første FA Cup-kamp i januar 1978, hvor han hjalp Albion med at slå Blackpool 4-1. Et par dage senere udnævnte Albion en ny manager, Ron Atkinson. Ronnie Allen havde forladt klubben i slutningen af december til fordel for Saudi-Arabiens landshold, og John Wile, førsteholdets anfører, havde fungeret som manager i den mellemliggende periode.

### Coventry City
I 1984 sluttede Regis sig til Coventry City for et gebyr på £250,000. Med Coventry vandt Regis det eneste store trofæ i sin karriere, FA Cup-turneringen i 1987. Regis var også den første Coventry City-spiller til at score et vindende mål på Anfield, i klubbens første ligasejr dér nogensinde (1-0) i november 1989. Det skete sæsonen efter, at han også havde scoret i holdets første 1.divisions-sejr over Aston Villa nogensinde på Highfield Road (2-1).

### Aston Villa
Før sæsonen 1991-92 skiftede Regis til Aston Villa på en fri transfer, der genforenede ham med hans tidligere manager i West Brom, Ron Atkinson. Han var en af de seks Villa-spillere, der fik deres debut for klubben på åbningsdagen for sæsonen, hvor han scorede i en 3-2-sejr ude mod Sheffield Wednesday. Regis spillede i over 40 kampe i sin første sæson for Villa, og sluttede som klubbens førende liga-målscorer sammen med Dwight Yorke.

### Wolverhampton Wanderers
Efter afslutningen af sæsonen 1992-93 flyttede Regis til West Midlands-rivalerne Wolverhampton Wanderers. Hans ophold hos ulvene varede kun en enkelt sæson, hvor han spillede 22 kampe og scorede to gange.

### Wycombe Wanderers
Regis skiftede til Wycombe Wanderers i august 1994.  Her dannede  han en angriberduo sammen med Simon Garner og scorede ti mål i sin eneste sæson i Buckinghamshire-klubben.

## Landskampe
Regis'  dobbelte franske og britiske statsborgerskab gjorde ham berettiget til at spille for enten det engelske eller det franske landshold, men det var England, som han valgte at repræsentere. Han fik sin England U/21-debut 19. september 1978 i en 2-1-sejr over Danmarks U/21-fodboldlandshold i Hvidovre. Hans første B-landskamp for England blev en 1-0-sejr mod Tjekkoslovakiet i Prag 28. november 1978. Han spillede yderligere to kampe for B-landsholdet i 1980. Han scorede sit første mål for England U-21 den 5. juni 1979 i en 3-1-udesejr mod Bulgarien. Resultatet hjalp England til at nå de sidste faser af europamesterskabet 1980, selv om det kun var én ud af seks kvalifikationskampe, hvor Regis deltog. Han spillede i udekampene i både kvartfinale og semifinale, hvor England tabte til Øst-Tyskland. I alt spillede han seks gange for U/21-landsholdet, hvor han scorede tre mål.
Til trods for at han deltog i fem landskampe for det engelske A-landshold, nåede han aldrig at spille alle 90 minutter for sit land på højeste niveau; han spillede som en indskiftning tre gange, og blev selv udskiftet to gange. Han fik sin internationale debut 23. februar 1982 i en 4-0-sejr over Nordirland i en British Home Championship-kamp på Wembley. Regis kom på som en erstatning for Trevor Francis i det 65. minut. Hans sidste internationale optræden for England var i 1987 mod Tyrkiet på Wembley, som endte med en 8-0 sejr til hjemmeholdet, hvor han kom på i de sidste 20 minutter.
Han var den tredje sorte spiller på det engelske A-landshold efter Viv Anderson og Laurie Cunningham.

## Personligt liv
Hans yngre bror er tidligere spiller Dave Regis, og hans nevø er Jason Roberts.
Regis blev evangelisk kristen, efter at en bilulykke tog livet af hans ven og tidligere holdkammerat Laurie Cunningham i 1989. Han og Cunningham havde været involveret i en lignende ulykke to år tidligere. Efter at han trak sig tilbage som aktiv fodboldspiller, arbejdede Regis i forskellige stillinger som træner, inden han bliver en akkrediteret fodboldagent hos Stellar Group Ltd. Han var onkel til fodboldspilleren Jason Roberts, som han var agent for, og fætter til sprinter John Regis.
Han fik et æres-fellowship ved University of Wolverhampton i 2001. I 2004 blev Regis kåret som "West Bromwich Albion's all time Cult Hero" i en BBC Sport-meningsmåling, hvor han fik 65 % af stemmerne. Samme år blev han kåret som en af West Bromwich Albion's 16 største spillere i en meningsmåling, der blev foretaget i forbindelse med klubbens 125 års jubilæumsfestligheder. Regis og hans hustru Julia besøgte vand-relaterede projekter i Etiopien i 2007 som en del af deres støtte til non-profit-organisationen WaterAid.
Regis vandt Coventry City London Støtteforenings titel som Årets Spiller i 1986/87, og opnår altid en høj plads i meningsmålinger om klubbens legender. I 2007/08 blev et Coventry City Hall of Fame billedgalleri rejst på Ricoh Arena med tredive helt store spillere fra klubbens historien om, hvoraf han er én.
Han blev udnævnt til Medlem af Order of the British Empire (MBE) i 2008.

## Død
Regis' død blev meddelt 15. januar 2018; han var 59 og efterlod sin anden kone, Julia. Regis døde af et hjerteanfald.

## Landskampe
| Club performance | Club performance        | Club performance | League | League | Cup    | Cup    | League Cup | League Cup | Continental | Continental | Total | Total |
| Sæson            | Klub                    | Liga             | Kampe  | Mål    | Kampe  | Mål    | Kampe      | Mål        | Kampe       | Mål         | Kampe | Mål   |
| England          | England                 | England          | Liga   | Liga   | FA Cup | FA Cup | League Cup | League Cup | UEFA Cup    | UEFA Cup    | I alt | I alt |
| ---------------- | ----------------------- | ---------------- | ------ | ------ | ------ | ------ | ---------- | ---------- | ----------- | ----------- | ----- | ----- |
| 1977–78          | West Bromwich Albion    | First Division   | 34     | 10     |        |        |            |            |             |             |       |       |
| 1978–79          | West Bromwich Albion    | First Division   | 39     | 13     |        |        |            |            |             |             |       |       |
| 1979–80          | West Bromwich Albion    | First Division   | 26     | 8      |        |        |            |            |             |             |       |       |
| 1980–81          | West Bromwich Albion    | First Division   | 38     | 14     |        |        |            |            |             |             |       |       |
| 1981–82          | West Bromwich Albion    | First Division   | 37     | 17     |        |        |            |            |             |             |       |       |
| 1982–83          | West Bromwich Albion    | First Division   | 26     | 9      |        |        |            |            |             |             |       |       |
| 1983–84          | West Bromwich Albion    | First Division   | 34     | 10     |        |        |            |            |             |             |       |       |
| 1984–85          | West Bromwich Albion    | First Division   | 7      | 0      |        |        |            |            |             |             |       |       |
| 1984–85          | Coventry City           | First Division   | 31     | 5      | 1      | 0      | 0          | 0          | 0           | 0           | 32    | 5     |
| 1985–86          | Coventry City           | First Division   | 34     | 5      | 1      | 0      | 2          | 5          | 0           | 0           | 37    | 10    |
| 1986–87          | Coventry City           | First Division   | 40     | 12     | 6      | 2      | 5          | 2          | 0           | 0           | 51    | 16    |
| 1987–88          | Coventry City           | First Division   | 31     | 10     | 2      | 1      | 2          | 1          | 0           | 0           | 35    | 12    |
| 1988–89          | Coventry City           | First Division   | 34     | 7      | 1      | 0      | 3          | 0          | 0           | 0           | 38    | 7     |
| 1989–90          | Coventry City           | First Division   | 34     | 4      | 1      | 0      | 7          | 1          | 0           | 0           | 42    | 5     |
| 1990–91          | Coventry City           | First Division   | 34     | 4      | 4      | 0      | 5          | 3          | 0           | 0           | 43    | 7     |
| 1991–92          | Aston Villa             | First Division   | 39     | 11     | 5      | 0      | 2          | 0          | 0           | 0           | 46    | 11    |
| 1992–93          | Aston Villa             | Premier League   | 13     | 1      | 2      | 0      | 2          | 0          | 0           | 0           | 17    | 1     |
| 1993–94          | Wolverhampton Wanderers | First Division   | 19     | 2      | 3      | 0      | 0          | 0          | 1           | 0           | 23    | 2     |
| 1994–95          | Wycombe Wanderers       | Second Division  | 35     | 9      | 1      | 0      | 2          | 1          | 0           | 0           | 38    | 10    |
| 1995–96          | Chester City            | Third Division   | 29     | 7      | 0      | 0      | 3          | 0          | 0           | 0           | 32    | 7     |
| I alt            | England                 | England          | 614    | 158    |        |        |            |            |             |             |       |       |
| I alt            | I alt                   | I alt            | 614    | 158    |        |        |            |            |             |             |       |       |

## Æresbevisninger
- PFA Merit Award: 2018[40]

Coventry City
- FA Cup Vinder – 1987
- Coventry City Hall of Fame[41]